# Полом (Татарское сельское поселение)
Полом — деревня в Монастырщинском районе Смоленской области России. Входит в состав Татарского сельского поселения. По состоянию на 2007 год постоянного населения не имеет. 
Расположена в западной части области в 29 км к юго-западу от Монастырщины, в 34 км южнее автодороги Р135 (Смоленск - Красный - Гусино), на берегу реки Лынья. В 50 км севернее деревни расположена железнодорожная станция Гусино на линии Москва — Минск. 

## История
В годы Великой Отечественной войны деревня была оккупирована гитлеровскими войсками в июле 1941 года, освобождена в сентябре 1943 года.